# 나쁜 종자 (1956년 영화)
《나쁜 종자》(영어: The Bad Seed)는 미국에서 제작된 1956년 심리 스릴러 영화이다. 머빈 리로이가 연출과 제작을 맡고, 낸시 켈리 등이 출연하였다.

## 출연진
- 낸시 켈리
- 패티 매코맥
- 헨리 존스
- 아일린 헤커트
- 에벌린 바든
- 윌리엄 호퍼
- 폴 픽스
- 제시 화이트
- 게이지 클라크
- 프랭크 케이디

## 기타 제작진
- 의상: 모스 메이브리